# 1661 a tudományban
Az 1661. év a tudományban és a technikában.

## Publikációk
- The Sceptical Chymist (Robert Boyle ír kémikus)

## Születések
- Guillaume de L’Hôpital matematikus († 1704)